# Esquizofrenia
Esquizofrenia é uma perturbação mental caracterizada por episódios contínuos ou recorrentes de psicose. Os sintomas mais comuns são alucinações (incluindo ouvir vozes), delírios e desorganização do pensamento. Entre outros sintomas estão a reclusão social, dificuldade em expressar emoções e falta de motivação. Em muitos casos, as pessoas com esquizofrenia apresentam também outros problemas de saúde mental, como perturbações de ansiedade, depressão ou perturbação por abuso de substâncias. Os sintomas geralmente manifestam-se de forma gradual, desde o início da idade adulta, e permanecem durante um longo período de tempo.
As causas da esquizofrenia incluem fatores ambientais e genéticos. Entre os possíveis fatores ambientais estão o crescimento em ambientes urbanos, o consumo de drogas, determinadas infeções, a idade dos pais e má nutrição durante a gravidez. Entre os fatores genéticos estão uma série de variações genéticas. O diagnóstico tem por base a observação do comportamento da pessoa, a descrição que faz das experiências pessoais e o seu contexto cultural. À data de 2013 ainda não existia um teste específico. A esquizofrenia não implica ter "personalidade dupla" ou várias personalidades, condições com as quais é confundida na perceção da generalidade das pessoas.
O tratamento geralmente consiste na administração de medicamentos antipsicóticos e aconselhamento psiquiátrico, formação profissional e reabilitação social. Não é ainda claro se são mais eficazes antipsicóticos típicos ou atípicos. Em pessoas que não mostram sinais de melhoria com outros antipsicóticos pode ser administrada clozapina. Nos casos mais graves, em que existe risco para a própria pessoa ou para os outros, pode ser necessário recorrer a internamento hospitalar involuntário, embora atualmente os internamentos sejam mais curtos e menos frequentes do que no passado.
A esquizofrenia afeta entre 0,3 e 0,7% da população mundial em algum momento da vida. Estima-se que em 2013 houvesse 23,6 milhões de casos em todo o mundo. A doença é mais comum entre homens do que entre mulheres. Cerca de 20% das pessoas melhoram e algumas recuperam por completo. É comum que a esquizofrenia seja acompanhada de problemas sociais, como desemprego de longa duração, pobreza e viver na condição de sem-abrigo. A esperança de vida média das pessoas com a doença é de 10 a 25 anos mais curta do que a média. Isto é resultado do agravamento dos problemas de saúde físicos e de uma taxa de suicídio superior à média (cerca de 5%). Estima-se que em 2015 tenham morrido 17 000 pessoas por comportamentos relacionados com ou causados pela esquizofrenia.

## Sinais e sintomas
A esquizofrenia caracteriza-se essencialmente por uma fragmentação da estrutura básica dos processos de pensamento, acompanhada pela dificuldade em estabelecer a distinção entre experiências internas e externas. Embora primariamente uma doença orgânica neuropsiquiátrica que afeta os processos cognitivos, seus efeitos repercutem também no comportamento e nas emoções.
Os sintomas da esquizofrenia podem variar de pessoa para pessoa, podendo aparecer de forma insidiosa e gradual ou, pelo contrário, manifestar-se de forma explosiva e instantânea. Podem ser divididos em duas grandes categorias: sintomas positivos e negativos.

### Sintomas positivos
Os sintomas positivos estão presentes com maior visibilidade na fase aguda da doença e são as perturbações mentais "muito fora" do normal, como que "acrescentadas" às funções psíquico-orgânicas da pessoa. Entende-se como sintomas positivos
- delírios (ideias delirantes, pensamentos irreais, "ideias individuais do paciente que não são partilhadas por um grande grupo",[20] como, por exemplo, um indivíduo que acha que está a ser perseguido pela polícia secreta e acha que é o responsável pelas guerras do mundo);
- alucinações, percepções irreais de audição, visão, paladar, olfato ou tacto, sendo mais frequentes as alucinações auditivas e visuais;
- pensamento e discurso desorganizado (confusão mental), elaboração de frases sem qualquer sentido ou invenção de palavras;
- alterações  visíveis do comportamento, ansiedade excessiva, impulsos ou agressividade constante na fase de crise.

### Sintomas negativos
Os sintomas negativos são o resultado da perda ou diminuição das capacidades mentais, "acompanham a evolução da doença e refletem um estado deficitário ao nível da motivação, das emoções, do discurso, do pensamento e das relações interpessoais (não confundir com esquizoidia",) como a falta de vontade ou de iniciativa; isolamento social (não confundir com a esquizoidia); apatia; indiferença emocional total e não transitória; pobreza do pensamento".
Estes sinais não se manifestam todos da mesma forma, na pessoa esquizofrênica. Algumas pessoas veem-se mais afetadas do que outras, ao ponto de muitas vezes impossibilitar-lhes uma vida normal. No entanto, alguns sintomas podem oscilar, aparecer e desaparecer em ciclos de recidivas e remissões.
"Não há, contudo, sinais nem sintomas patognomônicos da doença, podendo-se de alguma forma fazer referência a um quadro prodrómico que são em grande parte sintomas negativos, como, por exemplo, inversão do ciclo de sono, isolamento, perda de interesse por atividades anteriormente agradáveis, apatia, descuido com a higiene pessoal, ideias bizarras, comportamentos poucos habituais, dificuldades escolares e profissionais, entre outras. Posteriormente a esta fase inicial, surgem os sintomas positivos".
"Diz-se que os primeiros sinais e sintomas de esquizofrenia são insidiosos. O primeiro sintoma de sossego/calma e afastamento, visível num adolescente, normalmente passa despercebido como tal, pois se remete o facto para "é uma fase". Pode inclusivamente ser um enfermeiro de saúde escolar ou um conselheiro a começar a notar estas mudanças. (…) É importante dizer-se que é muito fácil interpretar incorretamente estes comportamentos, associando-os à idade.".

## Causas

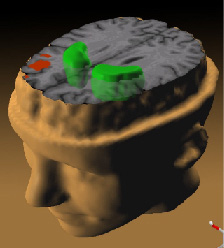
Em pessoas com esquizofrenia, o córtex frontal, responsável pela atenção e raciocínio, era menos ativado, enquanto o corpo estriado, responsável por sensações, com grande número de receptores dopaminéricos, estava superativado.

Não existe uma causa única para o desencadear deste transtorno. Assim como o prognóstico é incerto para muitos quadros, a etiologia das psicoses, principalmente da esquizofrenia, é incerta, ou melhor, de causação multifatorial. Admite-se hoje que várias causas concorrem entre si para o aparecimento, como: quadro psicológico; o ambiente; histórico familiar da doença e de outros transtornos mentais; e mais recentemente, tem-se admitido a possibilidade de uso de substâncias psicoativas poderem ser responsáveis pelo desencadeamento de surtos e afloração de quadros psicóticos, embora não possamos afirmar que as substâncias psicoativas causem esquizofrenia.

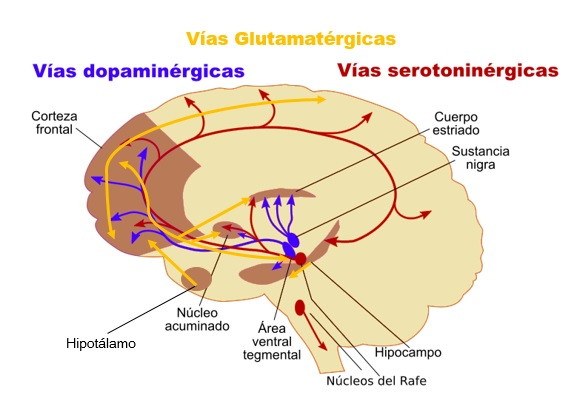

A esquizofrenia afeta tanto homens quanto mulheres. Ela geralmente começa na adolescência ou na fase adulta jovem, mas pode começar em idade mais avançada. Nas mulheres, a esquizofrenia tende a começar mais tarde e ser mais branda.

### Teoria genética
A teoria genética admite que genes podem estar envolvidos, contribuindo juntamente com os fatores ambientais para o desencadear do transtorno. Sabe-se que a probabilidade de um indivíduo vir a sofrer de esquizofrenia aumenta, se houver um caso desta doença na família. "No caso de um dos pais sofrer de esquizofrenia, a prevalência da doença nos descendentes diretos é de 12%. É o caso do  matemático norte-americano John Nash, que divide com o filho, John Charles Martin, a mesma doença. Na situação em que ambos os pais se encontram atingidos pela doença, esse valor sobe para 40%". No entanto, mesmo na ausência de história familiar, a doença pode ainda ocorrer.". Segundo Gottesman (1991), referenciado por Pedro Afonso (2002), sabe-se que cerca de 81% dos doentes de esquizofrenia não têm qualquer familiar em primeiro grau atingido pela doença e cerca de 91% não têm sequer um familiar afetado. Portanto, a causalidade genética ainda não é comprovada, e as pesquisas têm demonstrado discrepâncias muito grandes quando se trata de investigar a predisposição para a doença.
Outro argumento importante é que a concordância em gêmeos monozigóticos (48%) é significativamente maior do que a encontrada em gêmeos dizigóticos (17%). Os estudos indicam a presença de múltiplos genes responsáveis pela esquizofrenia e suas variações.

### Teoria neurobiológica
As teorias neurobiológicas defendem que a esquizofrenia é essencialmente causada por alterações bioquímicas e estruturais do cérebro, em especial com uma disfunção dopaminérgica, embora alterações em outros neurotransmissores estejam também envolvidas. A maioria dos neurolépticos  (antipsicóticos) atua precisamente nos receptores da dopamina no cérebro, reduzindo a produção endógena deste neurotransmissor. Exatamente por isso, alguns sintomas característicos da esquizofrenia podem ser desencadeados por fármacos que aumentam a atividade dopaminérgica (ex: anfetaminas). Esta teoria é parcialmente comprovada pelo fato de a  maioria dos fármacos utilizados no tratamento da esquizofrenia (neurolépticos) atuarem através do bloqueio dos receptores (D2) da dopamina.

### Teorias psicanalíticas
As teorias psicanalíticas (ou de relação precoce) têm como base a teoria freudiana da psicanálise, e remetem para a fase oral do desenvolvimento psicológico, na qual "a ausência de gratificação verbal ou da relação inicial entre mãe e bebê conduz igualmente a personalidades "frias" ou desinteressadas (ou indiferentes) no estabelecimento das relações". A ausência de relações interpessoais satisfatórias estaria assim na origem da esquizofrenia.
Para além da abordagem freudiana também encontramos textos de inspiração winnicottiana nas teorias explicativas a respeito da esquizofrenia.

### Teorias familiares
Assim como a abordagem psicanalítica, outras abordagens responsabilizam a família, mas apesar de terem bastante impacto histórico, tiveram pouco embasamento empírico. Surgiram na década de 1950, umas baseadas  no tipo de comunicação entre os vários elementos da família, e outras aparecendo mais ligadas à estrutura familiar. Dos estudos desenvolvidos surge o conceito de mãe esquizofrenogénica — a mãe possessiva e dominadora dos seus filhos como geradora de personalidades esquizofrênicas. Estudos posteriores vieram contudo a negar esta hipótese, relacionando esse comportamento mais com etiologias neuróticas e não com a psicose.
Atualmente as abordagens familiares procuram apoiar a família, em vez de culpá-la, reconhecendo as dificuldades em lidar com um membro da família em grave sofrimento psíquico.

### Teoria dos neurotransmissores
Têm-se um excesso de dopamina na via mesolímbica e falta dopamina na via mesocortical.
Apesar de existirem todas estas hipóteses para a explicação da origem da esquizofrenia, nenhuma delas individualmente consegue dar uma resposta satisfatória às muitas dúvidas que existem em torno das causas da doença, reforçando assim a ideia de uma provável etiologia multifatorial.

## Diagnóstico

### Classificação
A Classificação Estatística Internacional de Doenças e Problemas Relacionados com a Saúde (CID), na CID-10, publicada pela Organização Mundial de Saúde (OMS), conclui que "num certo número de casos, que varia segundo as culturas e as populações, a evolução dirige-se para uma cura completa ou quase completa".
O diagnóstico da esquizofrenia, como sucede com a grande maioria dos transtornos mentais e demais psicopatologias, não se pode efetuar através da análise de parâmetros fisiológicos ou bioquímicos e resulta apenas da observação clínica cuidadosa das manifestações do transtorno ao longo do tempo. Quando do diagnóstico, é importante que o médico exclua outras doenças ou condições que possam produzir sintomas psicóticos semelhantes (uso de drogas, epilepsia, tumor cerebral, alterações metabólicas). O diagnóstico da esquizofrenia é por vezes difícil.
Para além do diagnóstico, é importante que o profissional identifique qual é o subtipo de esquizofrenia em que o paciente se encontra. Atualmente, segundo o DSM IV, existem cinco tipos:
- Paranoide — é a forma que mais facilmente é identificada com a doença e na qual predominam os sintomas positivos. O quadro clínico é dominado por um delírio paranoide relativamente bem organizado. Os doentes de esquizofrenia paranoide são desconfiados, reservados, podendo ter comportamentos agressivos.

- Desorganizado — em que os sintomas afetivos e as alterações do pensamento são predominantes. As ideias delirantes, embora presentes, não são organizadas. Em alguns doentes pode ocorrer uma irritabilidade associada a comportamentos agressivos. Existe um contacto muito pobre com a realidade.

- Catatônico — caracterizado pelo predomínio de sintomas motores e por alterações da atividade, que podem variar desde um estado de cansaço e acinesia até à excitação.

- Indiferenciado — que apresenta habitualmente um desenvolvimento insidioso com um isolamento social marcado e uma diminuição no desempenho laboral e intelectual. Observa-se nestes doentes uma certa apatia e indiferença relativamente ao mundo exterior.

- Residual — em que existe um predomínio de sintomas negativos: os doentes apresentam um isolamento social marcado por um embotamento afetivo e uma pobreza ao nível do conteúdo do pensamento.

Existe também a denominada esquizofrenia hebefrênica, que incide desde a adolescência, com o pior dos prognósticos em relação às demais variações da doença e com grandes probabilidades de prejuízos cognitivos e sócio-comportamentais.
Atualmente todos os tipos de esquizofrenia foram fundidos em um diagnóstico denominado de espectro esquizofrênico (de acordo com o DSM-5 e organização mundial da saúde).

### Críticas aos diagnósticos utilizados
A validade do diagnóstico de esquizofrenia tem sido criticada — no quadro de críticas mais amplas à validade dos psicodiagnósticos em geral — sob a alegação de ser carente de validade científica . A categoria de esquizofrenia usada pelo DSM tem sido igualmente criticada. Um caso particular ocorreu no manicômio estadual de Ionia, em Michigan, cujos prontuários de mais de oitocentos pacientes foram acessados pelo psiquiatra e professor Jonathan Metzl. Sua pesquisa, que foi publicada no livro The Protest Psychosis [en], concluiu que nos anos 1960 e 1970, em meio a um clima político marcado por muitos protestos e agitação social, principalmente contra o racismo em Michigan, notadamente em Detroit, passaram a ocorrer mais internações por "atitude do paciente frequentemente hostil e agressiva", com comportamento com "tendência a ser consistente com seus delírios". Os dados coletados pelo psiquiatra confirmaram que essa linguagem - particularmente termos como "hostilidade" e "agressão" - foi usada para justificar diagnósticos de esquizofrenia em homens negros na década de 1960 e 1970. O médico conclui ainda que essa mudança no quadro de internações por esquizofrenia teve consequências terríveis para os homens afro-americanos mantidos no manicômio de Ionia durante a luta pelos direitos civis e que as evidências mostravam que um número crescente de artigos de pesquisa em periódicos profissionais usou essa linguagem, classificando a esquizofrenia como um distúrbio de agressão "racializada". Em casos mais graves,
os psiquiatras confundiam os sintomas esquizofrênicos dos pacientes afro-americanos com a esquizofrenia percebida dos protestos pelos direitos civis, particularmente aqueles organizados pelos movimentos Black Power, Nation of Islam, ou ligados ao partido Panteras Negras e a outros movimentos ou grupos ativistas. Em última análise, novas definições psiquiátricas de doença esquizofrênica a partir dos anos 1960 impactaram pessoas de diferentes origens raciais e étnicas. Alguns pacientes tornaram-se esquizofrênicos por causa de mudanças nos critérios diagnósticos e não por seus sintomas clínicos.
Em 2006, um grupo de pacientes e profissionais de saúde mental do Reino Unido, no âmbito de uma campanha pela abolição do "rótulo" de esquizofrenia, defendeu a rejeição do diagnóstico de esquizofrenia, tendo em vista a sua heterogeneidade e o estigma que lhe está associado, e defenderam a adoção de um modelo biopsicossocial. Outros psiquiatras britânicos, porém, opuseram-se à mudança, argumentando que 'esquizofrenia' ainda é um conceito útil, embora provisório.
Assim como no caso de outros distúrbios psiquiátricos, alguns psiquiatras alegam que os diagnósticos seriam mais adequados se fosse levado em conta que as variações ocorrem dentro de um espectro ou de um continuum, não havendo propriamente um corte entre o normal e o patológico. Essa abordagem parece coerente com  pesquisas sobre esquizotipia, que têm mostrado que a ocorrência de crenças delusionais ou alucinatórias entre indivíduos da população em geral é  muito frequente, o que sugere a existência de um continuum de sintomas, entre os indivíduos considerados normais e os considerados psicóticos.
Outra crítica é que falta coerência nas definições e critérios utilizados. Particularmente relevante para a avaliação das delusões é a desordem no pensamento, e sintomas psicóticos não seriam uma boa base para a elaboração de um diagnóstico de esquizofrenia: a psicose seria como a 'febre' da doença mental — um indicador que pode ser grave mas é inespecífico.
Estudos sobre o diagnóstico da esquizofrenia, como o do psicólogo estadunidense David Rosenhan, feito em 1972 e conhecido como Experimento de Rosenhan, geralmente têm mostrado que o nível de confiabilidade é relativamente baixo, e o diagnóstico de esquizofrenia muitas vezes é subjetivo.
Em 2004, no Japão, o termo japonês para esquizofrenia foi alterado de Seishin-Bunretsu-Byo (doença da mente dividida) para Togo-shitcho-sho (desordem de integração).
Alternativamente, outros proponentes apontaram a presença de déficits neurocognitivos específicos como elementos do diagnóstico. Estes assumem a forma de uma redução ou comprometimento de funções psicológicas básicas, como memória, atenção, função executiva e capacidade de resolver problemas. É este tipo de dificuldade, em vez dos sintomas psicóticos (que, em muitos casos, podem ser controlados por medicamentos antipsicóticos), que parece ser a causa da maioria das deficiências apresentadas nos quadros de esquizofrenia. No entanto, este argumento é relativamente novo e é pouco provável que o método de diagnóstico de esquizofrenia vá mudar radicalmente no futuro próximo.
O diagnóstico de esquizofrenia foi usado para fins políticos na União Soviética e mais uma subclassificação — "esquizofrenia que progride lentamente" — foi criada. Particularmente na República Socialista Federativa Soviética Russa, este diagnóstico foi utilizado com a finalidade de silenciar os dissidentes políticos ou levá-los a desistir de suas ideias através da utilização de confinamento e tratamento forçado. Em 2000, foram usados expedientes semelhantes pelo governo chinês, quando da detenção e 'tratamento' dos praticantes de Falun Gong.

## Tratamento

### Tratamento farmacológico
Uma referência importante para os psiquiatras é o Manual de Psiquiatria Clínica, de  Harold Kaplan e Benjamin Sadock, que sistematiza os vários fatores que compõem a esquizofrenia, lembrando que "devido à heterogeneidade das apresentações sintomáticas e prognósticas da esquizofrenia, nenhum fator etiológico isolado é considerado como causador." Segundo o modelo estresse-diátese, usado com maior freqüência, a pessoa que desenvolve esquizofrenia tem uma vulnerabilidade biológica específica, ou diátese, que, ativada pelo estresse, leva a sintomas esquizofrênicos. Os fatores etiológicos são classificados pelos autores em genéticos, biológicos, psicossociais e ambientais. Os fatores biológicos se subdividem e são apresentados como hipóteses:
- hipótese dopamínica
- hipótese da noradrenalina
- hipótese do ácido aminobutírico
- hipótese da serotonina

Jucá (2005) observa que, mesmo considerando que se trata de "hipóteses" sobre as quais há muita controvérsia, "não se abala a firme convicção de que, na raiz do sofrimento mental, reside uma susceptibilidade biológica".
De fato, considera-se que os antipsicóticos são eficazes no alívio dos sintomas da esquizofrenia em 70% dos casos.[carece de fontes?] Alguns desses fármacos, conhecidos como antipsicóticos típicos, inibem fortemente os receptores D2 da dopamina das vias dopaminérgicas, ligadas ao sistema límbico do cérebro, e o seu sucesso constitui uma forte evidência da importância das alterações bioquímicas na patogenia da doença, segundo  a chamada hipótese dopamínica. Essas alterações bioquímicas talvez sejam uma resposta secundária aos eventos causadores da doença, assim como o são as alterações comportamentais. Os exemplos mais usuais de antipsicóticos típicos são o haloperidol e a clorpromazina. No entanto, esses dois antipsicóticos são os chamados de primeira geração e apresentam sérios efeitos colaterais indesejáveis. Segundo a literatura da psiquiatria, o haloperidol e a clorpromazina foram muito usados nas décadas de 1940 e 1950, nos primeiros experimentos com esquizofrênicos. O haloperidol pode causar rigidez muscular no paciente, locomoção motora desordenada,  expelição de substâncias do organismo do paciente, movimentos involuntários e morte súbita, estando quase que completamente em  desuso pelos seus efeitos deletérios.
Quando há predominância dos sintomas depressivos, a escolha pode recair nos novos neurolépticos: risperidona, olanzapina, quetiapina, ziprasidona, amisulprida etc. Esses e a tioridazida são indicados para os pacientes que não responderam aos antipsicóticos convencionais ou apresentaram efeitos colaterais indesejáveis. Para os casos refratários, existem evidências de que a clozapina é eficaz.
Esses medicamentos inibem pouco os receptores D2 da dopamina e têm, simultaneamente, ação inibidora serotoninérgica, sendo por isso conhecidos como antipsicóticos atípicos. Estes têm um sucesso maior nos casos refratários ao tratamento com antipsicóticos típicos ou nos casos onde a sintomatologia negativa é predominante. Como o medicamento leva a agranulocitose em cerca de 1% dos casos, devem ser feitos hemogramas periódicos, enquanto durar a administração da droga. A nova geração de antipsicóticos atípicos, como a risperidona e a olanzapina não provoca agranulocitose, sendo assim deveriam ser utilizadas como primeira escolha pelos pacientes psicóticos, porém são muito caras.
Os antipsicóticos atípicos, justamente por agirem fracamente sobre os receptores D2, são uma evidência contrária à hipótese dopamínica.

### Tratamento não farmacológico
Existem várias abordagens terapêuticas do paciente esquizofrênico, o qual, na maioria dos casos, tem indicação de um tratamento interdisciplinar, envolvendo o  acompanhamento médico (incluindo o uso de fármacos), a psicoterapia, a terapia ocupacional (individual ou em grupos), a intervenção familiar, a musicoterapia e a psicopedagogia.
O tratamento pode ajudar muito a tratar os sintomas, permitindo que os doentes possam viver com melhor qualidade de vida e mais produtivamente. A experiência clínica indica que o melhor momento para iniciar o tratamento da esquizofrenia é logo após o aparecimento dos primeiros sintomas. Se a sintomatologia psicótica permanecer sem tratamento por longos períodos, o prognóstico do tratamento é menos favorável. Assim, é vital o reconhecimento precoce dos sinais da esquizofrenia para que se possa procurar uma ajuda rápida.
Bruscato considera que os principais objetivos da psicoterapia dentro do tratamento da esquizofrenia são:
1. Interromper a perda da capacidade mental, preservando o contato com a realidade;
2. Restaurar a capacidade de cuidar de si e de administrar sua vida, e manter o máximo de autonomia para promover o melhor ajustamento pessoal, psicológico e social possível;
3. Diminuir o isolamento;
4. Reconhecer e reduzir a natureza ameaçadora dos eventos da vida, para os quais existe uma sensibilidade particular;
5. Conscientizar o portador sobre a realidade de seus recursos e limitações, tanto ajudando a descobrir e realizar seu potencial, quanto ajudando na aceitação de suas limitações;
6. Aumentar suas defesas diante de situações estressantes, liberando recursos que, eventualmente, estejam obstruídos pela psicose e desenvolver fontes alternativas para a solução de seus problemas;
7. Recuperar e promover a autoestima, a autoimagem e a autoconfiança, proporcionando contínuo progresso;
8. Estimular a independência, os cuidados consigo mesmo em questões de higiene e capacitar o paciente para as atividades da vida diária.

Os centros de atenção psicossocial (CAPS) ou os núcleos de atenção psicossocial (NAPS), centros de convivência e algumas associações de portadores e familiares estão organizados para atividades de reabilitação social do portador.

## Epidemiologia

Segundo a OMS atinge cerca de 1%, sendo mais comum nos países de terceiro mundo

De acordo com algumas estatísticas, a esquizofrenia atinge entre 0,6% e 3% da população mundial, dependendo dos critérios, manifestando-se habitualmente entre os 15 e os 30 anos, em proporções semelhante entre homens e mulheres, costuma aparecer em mais cedo nos homens e dificilmente começa após os 50 anos.

## História

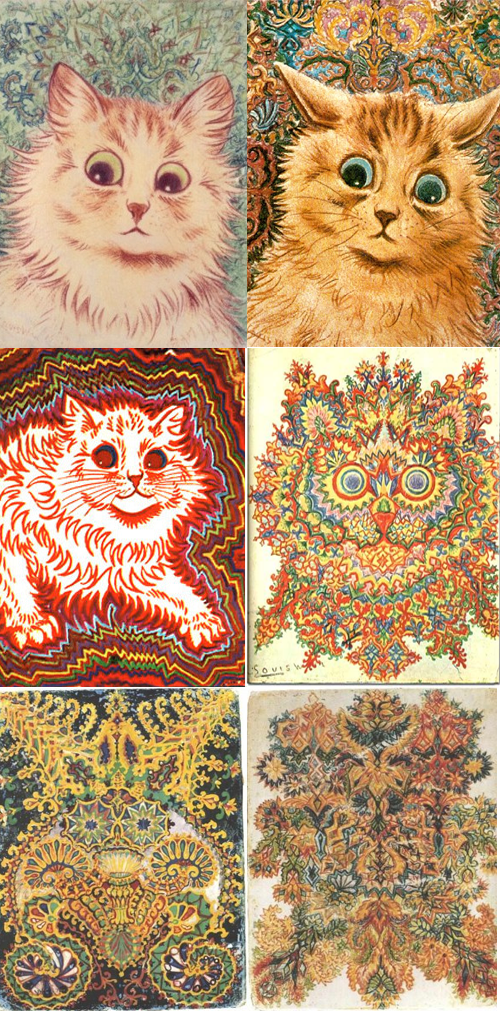
Gatos do artista britânico Louis Wain, que possivelmente era esquizofrênico, conforme os sintomas avançavam.

A esquizofrenia (do grego antigo σχιζοφρενία: formado por σχίζειν, skízein, 'separar, dividir', e φρήν, phrēn, phrenós, 'diafragma', a parte do corpo identificada com a ligação entre o corpo e a alma. O termo significa mais propriamente "cisão das funções mentais", considerando-se a sintomatologia da doença.

## Pesquisa
Em 2019, cientistas analisaram dois conjuntos de dados diferentes de amostras biológicas de pacientes com esquizofrenia e sujeitos de controle e usaram ferramentas computacionais para determinar as redes de transcrição de genes em extensas coleções de tecidos cerebrais e investigaram um gene que atua como um regulador mestre da esquizofrenia durante o desenvolvimento inicial do cérebro humano.  O estudo identificou o gene TCF4 como um regulador principal da esquizofrenia.

## Sociedade e cultura

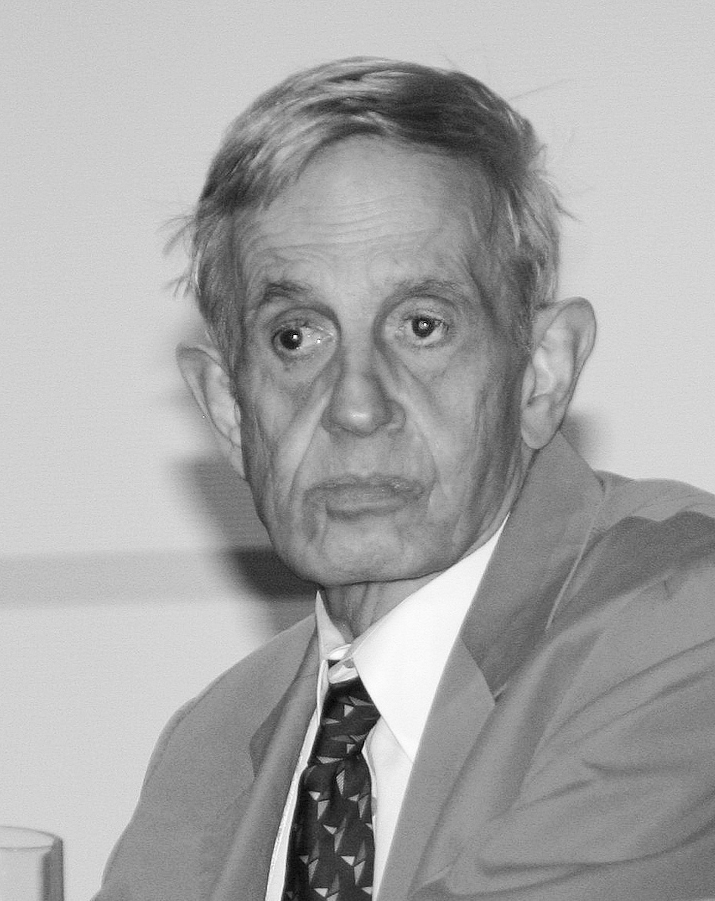
O matemático norte-americano John Nash, com diagnóstico de esquizofrenia, ganhador do Prémio de Ciências Económicas em Memória de Alfred Nobel em 1994.

A doença mental é com frequência relacionada com o mendigo que perambula pelas ruas, falando sozinho, ou com a mulher que aparece na TV dizendo ter 16 personalidades ou ainda com o maníaco homicida que aparece nos filmes. De fato, a doença mental é, há séculos, sinónimo de exclusão social, e o diagnóstico de esquizofrenia, significou por muito tempo um destino certo: os hospitais psiquiátricos ou asilos, onde os pacientes ficavam internados durante anos — às vezes, pela maior parte de suas vidas.
Em muitos casos, os indivíduos diagnosticados como esquizofrênicos foram crianças tímidas, introvertidas, com dificuldades de relacionamento e com pouca interacção emocional, eventualmente também com dificuldades de atenção. Durante a adolescência o isolamento vai se tornando cada vez maior e o rendimento escolar vai diminuindo. Estas modificações são frequentemente associadas à crise da adolescência. "Para o adolescente, este é um período de confusão, sente-se desconcentrado, não sabe o que se está a passar com ele. O jovem começa a passar grandes períodos frente ao espelho, a observar o seu corpo, revelando a presença de alterações do seu esquema corporal que podem surgir associadas à vivência psicótica. Isto não acontece só ao nível do corpo, mas também na consciência de si próprio (perturbação da vivência do "eu") apresentando neste caso sentimentos de despersonalização".
Uma crise psicótica pode ser precipitada por  vários factores, como, por exemplo, mudança de casa, perda de um familiar, rompimento com um(a) namorado(a), ingresso na universidade. É raro o indivíduo ter consciência de que está realmente doente, o que torna difícil a adesão ao tratamento. Um dos maiores medos da pessoa é o de ser estigmatizada pelos preconceitos sociais que cercam a doença mental, tais como a associação da doença à violência — ideia essa que estudos recentes põem completamente de parte, mostrando que a incidência de comportamento violento nesses doentes é idêntico, se não mesmo inferior, ao da população em geral.
"Quero que as pessoas entendam que sou como os outros. Sou um indivíduo e deveria ser tratada como tal pela sociedade. Não deveriam fechar-me numa caixa com a etiqueta de esquizofrenia" (Jane).
"As pessoas com esquizofrenia têm muitas vezes dificuldade em satisfazer as suas necessidades devido à sua doença".
É importante que o processo de reabilitação seja contínuo, para que possa  proporcionar melhor qualidade de vida, maior autonomia e realização pessoal. Para isso, o indivíduo deve ter acesso a estruturas de apoio, alternativos à estrutura manicomial, como os CAPS (Centros de Atenção Psicossocial), centros de convivência, oficinas, hospitais dia (serviços de internação parcial), serviços terapêuticos residenciais, empregos apoiados, fóruns sócio-ocupacionais. Uma das maiores dificuldades desses doentes é a sua integração no mundo do trabalho. Daí ser relevante o acompanhamento no período de adaptação.[carece de fontes?]
É bastante útil que o paciente tenha conhecimentos sobre os sintomas e possíveis sofrimentos ao longo da vida, e que possa ter um papel ativo no seu tratamento e controle sobre o seu estado, sendo por isso vantajoso que estes sigam alguns cuidados, nomeadamente:
- Se achar que a medicação não está a ajudar ou sentir efeitos não desejáveis deve avisar o seu médico psiquiatra;
- Fazer psicoterapia e ter consultas regulares com seu psicólogo;
- Ter o cuidado de conservar um ritmo de sono e vigília correto, com as horas de sono necessárias;
- Evitar o estresse;
- Manter rotinas normais de higiene, alimentação, atividades físicas e de lazer;
- Evitar substâncias psicoativas que possam interferir prejudicialmente no tratamento — como álcool e outras drogas;
- Procurar ter horas para dormir, comer, trabalhar — ou seja, criar rotinas;
- Permanecer em contato com as outras pessoas, não buscar o isolamento;
- Manter o contato com o psiquiatra, psicólogo e a equipe de saúde mental;
- Praticar desporto pelo menos uma vez por semana;
- A participação da família é fundamental: reuniões dos psicólogos com os familiares são muito importantes porque a residência é o ambiente cerne da busca da sanidade mental.

Os doentes podem apresentar também sintomas depressivos, que nem sempre têm origem  biológica ou neuroquímica. "O desapontamento e a desilusão vividos por alguns deste doentes perante os repetidos fracassos em manterem um emprego, em conseguirem voltar a estudar ou terem um grupo de amigos torna-se uma realidade incontornável", levando a sentimentos de frustração.
Um outro aspecto associado à depressão na esquizofrenia é a questão do suicídio, que pode ter origem em vários factores, notadamente o sofrimento psíquico associado à própria vivência psicótica e o aspecto crónico e recorrente da doença. O papel ativo da família é essencial para o tratamento, reabilitação e reinserção social da pessoa que sofre de doença mental. Muitas famílias procuram o apoio junto aos técnicos de saúde. No entanto, há aquelas que não o fazem, embora  não consigam lidar com as crises do familiar.
A família deve estar preparada para a possibilidade de o doente ter recaídas ao longo do tempo, o que pode requerer internamento hospitalar. Neste caso, é  importante o apoio da família durante a permanência do doente no hospital, através de reforço positivo, comunicação, visitas, mostrando interesse sobre a evolução do seu estado. É natural que muitas dúvidas surjam na família quanto ao comportamento a ser adotado em cada situação.[carece de fontes?]
Os problemas que geralmente ocorrem na família do esquizofrénico são os seguintes:
- Medo… "Ele poderá fazer mal a si ou às outras pessoas?"
- Negação da gravidade… "Isso daqui a pouco passa", "Você não é como esse cara da televisão"
- Incapacidade de falar ou pensar em outra coisa que não seja a doença… "Toda a nossa vida gira em torno do nosso filho doente"
- Isolamento social… "As pessoas até nos procuram, mas não temos como fazer os programas que nos propõem"
- Constante busca de explicações… "Ele está assim por algo que fizemos?"
- Depressão… "Não consigo falar da doença do meu filho sem chorar".

Em suma, o impacto que uma pessoa com diagnóstico de esquizofrenia tem na família e a forma como esta última  se adapta face à situação depende da singularidade de cada um dos seus membros, mas também da forma como a doença surge (insidiosa ou abrupta), do seu curso, das suas consequências, da existência ou não de risco de morte (fase de crise ou fase crónica) e do grau de incapacidade provocada pela doença. Todos esses fatores têm de ser vistos numa perspectiva psicossocial e não isoladamente. Deve ser dada atenção extrema ao fato de que o próprio esforço de adaptação por parte da família pode ter, como consequência, um estado de exaustão da parte dos familiares, como é referido por Freitas, et al..